# Olios longipedatus
Olios longipedatus là một loài nhện trong họ Sparassidae.
Loài này thuộc chi Olios. Olios longipedatus được Carl Friedrich Roewer miêu tả năm 1951.